# Kieran Foran
Pour les articles homonymes, voir Foran.

a Compétitions nationales et continentales officielles uniquement.

b Matchs officiels uniquement.
Kieran Foran, né le 13 juillet 1990 à Auckland, est un joueur de rugby à XIII néo-zélandais évoluant au poste de demi de mêlée ou de demi d'ouverture dans les années 2000. Il a débuté lors de la saison 2009 sa carrière professionnelle aux Sea Eagles de Manly en National Rugby League avec lesquels il remporte le titre en 2011. Malgré la possibilité d'être sélectionné en équipe d'Australie où il passe son enfance, il décide peu après son arrivée dans le professionnalisme de choisir de représenter la sélection de Nouvelle-Zélande, cette dernière décidant très vite de le sélectionner pour le Tournoi des Quatre Nations 2009 en Angleterre et en France. Avec la sélection, il a remporté le Tournoi des Quatre Nations 2014 et fut finaliste de la Coupe du monde 2013.

## Palmarès
- Collectif :
  - Finaliste de la Coupe du monde : 2013 (Nouvelle-Zélande).
  - Vainqueur du Tournoi des Quatre Nations : 2014 (Nouvelle-Zélande).
  - Vainqueur de la National Rugby League : 2011 (Sea Eagles de Manly).

## Détails

### En équipe nationale
| Année | Compétition    | Rang      | Résultats Australie | Résultats K. Foran | Matchs K. Foran |
| ----- | -------------- | --------- | ------------------- | ------------------ | --------------- |
| 2009  | Quatre Nations | Troisième | 1 v, 1n , 1 d       | 0 v, 0 n, 1 d      | 1/3             |
| 2011  | Quatre Nations | Troisième | 1 v, 0n , 2 d       | 1 v, 0 n, 2 d      | 3/3             |
| 2013  | Coupe du monde | Finaliste | 5 v, 0 n, 1 d       | 5 v, 0 n, 1 d      | 6/6             |
| 2014  | Quatre Nations | Vainqueur | 4 v, 0 n, 0 d       | 4 v, 0 n, 0 d      | 4/4             |

### En club
| Saison                    | Club                      | Compétition               | Matchs | Points | Essais | Buts | Drop |
| ------------------------- | ------------------------- | ------------------------- | ------ | ------ | ------ | ---- | ---- |
| 2009                      | Sea Eagles de Manly       | NRL                       | 9      | 24     | 6      | 0    | 0    |
| 2010                      | Sea Eagles de Manly       | NRL                       | 23     | 16     | 4      | 0    | 0    |
| 2011                      | Sea Eagles de Manly       | NRL                       | 26     | 32     | 8      | 0    | 0    |
| 2012                      | Sea Eagles de Manly       | NRL                       | 21     | 16     | 4      | 0    | 0    |
| 2013                      | Sea Eagles de Manly       | NRL                       | 27     | 8      | 2      | 0    | 0    |
| 2014                      | Sea Eagles de Manly       | NRL                       | 22     | 24     | 6      | 0    | 0    |
| 2015                      | Sea Eagles de Manly       | NRL                       | 5      | 2      | 0      | 1    | 0    |
| 2016                      | Eels de Parramatta        | NRL                       | -      | -      | -      | -    | -    |
| Total Sea Eagles de Manly | Total Sea Eagles de Manly | Total Sea Eagles de Manly | 133    | 122    | 30     | 1    | 0    |
| Total                     | Total                     | Total                     | 133    | 122    | 30     | 1    | 0    |